# Hqd субкультура
```
HQD (субкультура) 
```

HQD — молодёжная субкультура, возникшая в Киеве в середине 2010-х годов, объединяющая подростков и молодых людей, увлечённых одноразовыми вейпами марки HQD и элементами эмо-эстетики. Представителей субкультуры часто называют «эмо-вейперами».

### История
Субкультура сформировалась в городских районах Киева, среди подростков, которые сочетали интерес к музыке эмо и дарк-электро с использованием одноразовых вейпов HQD. Название произошло от популярного бренда одноразовых вейпов, ставшего символом движения.
Со временем субкультура распространилась в других городах Украины и в странах СНГ, а также получила ограниченное распространение в Европе. Главными локациями были индустриальные районы, заброшенные здания, крыши и другие урбанистические пространства, где молодые люди собирались для общения и фотосессий.

### Внешний вид и стиль одежды
Стилистика HQD сочетает элементы эмо с минимализмом и городской практичностью:
- Одежда:  джинсы, черные джинсовые куртки,  простая обувь.
- Девушки: прически с чёлкой, лёгкий макияж, аксессуары в стиле эмо.
- Парни: элементы эмо-причесок, меланхоличный образ, но одежда остаётся практичной.

Стиль подчёркивает минимализм и настроение меланхолии, контрастируя с яркими модными трендами.

### Поведение и привычки
- Использование одноразовых вейпов HQD и дешёвых энергетиков.
- Саморазрушение
- Любовь к заброшенным урбанистическим локациям, индустриальным районам и разрушенным зданиям.
- Активное использование кнопочных телефонов и минималистичных смартфонов для общения и обмена видео/фото (формат 3gp в СНГ).

### Музыка и культурное влияние
- Основная музыкальная среда — эмо, дарк-электро, sad-wave, группы вроде Crystal Castles.
- Музыка подчёркивает меланхолию, одиночество и урбанистическую атмосферу.
- Музыкальные предпочтения и визуальный стиль создают уникальную эстетику, отличающую HQD от классических эмо и дарк-электро сообществ.

### Эстетика
- Основная эстетика — минимализм, меланхолия, урбанизм.
- Визуальные элементы включают индустриальные и заброшенные локации, граффити, ночные или осенние сцены.
- Сочетание эмо-элементов и «повседневной практичности» создаёт контраст, характерный для HQD.

### География распространения
- Родина — Киев, Украина.
- Позже субкультура распространилась в других городах СНГ.
- В Европе встречается реже, но сохраняет основные элементы: одноразки, эмо-эстетику, музыку sad-wave и дарк-электро.

### Критика и восприятие
Субкультура воспринимается в СМИ и интернет-сообществах как локальное молодежное движение с выраженной визуальной эстетикой. Некоторые отмечают схожесть с эмо и дарк-электро сценами, но подчёркивают уникальные элементы, связанные с одноразками HQD и урбанистической эстетикой.